# Словенија на Летњим олимпијским играма 2024.
Словенија је учествовала на Летњим олимпијским играма 2024. у Паризу од 26. јула до 11. августа 2024. Ово је девети узастопни наступ нације на Летњим олимпијским играма као независна држава.

## Освајачи медаља
| Медаља | Олимпијац     | Спорт           | Дисциплина |
| ------ | ------------- | --------------- | ---------- |
| Злато  | Андреја Лешки | Џудо            | до 63 кг   |
| Злато  | Јања Гарнбрет | Спортско пењање | Жене       |
| Сребро | Тони Водишек  | Једрење         | Кајтинг М  |

## Учесници по спортовима
| Спорт           | Мушкарци | Жене | Укупно |
| --------------- | -------- | ---- | ------ |
| Атлетика        | 2        | 5    | 7      |
| Бициклизам      | 4        | 3    | 7      |
| Голф            | 0        | 2    | 2      |
| Гимнастика      | 0        | 2    | 2      |
| Једрење         | 3        | 3    | 6      |
| Џудо            | 1        | 5    | 6      |
| Кајак           | 2        | 2    | 4      |
| Одбојка         | 12       | 0    | 12     |
| Пливање         | 1        | 4    | 5      |
| Рукомет         | 14       | 14   | 28     |
| Стреличарство   | 1        | 1    | 2      |
| Спортско пењање | 1        | 2    | 3      |
| Стони тенис     | 3        | 0    | 3      |
| Теквондо        | 1        | 0    | 1      |
| Веслање         | 1        | 1    | 2      |
| 15 спорта       | 46       | 44   | 90     |